# Универзитет Минас Жераис
Универзитет Минас Жераис (порт. Universidade Federal de Minas Gerais; UFMG) је бразилски савезни универзитет са седиштем у Бело Оризонтеу, савезна држава Минас Жераис.